# Hénin-sur-Cojeul
Hénin-sur-Cojeul är en kommun i departementet Pas-de-Calais i regionen Hauts-de-France i norra Frankrike. Kommunen ligger i kantonen Croisilles som tillhör arrondissementet Arras. År 2022 hade Hénin-sur-Cojeul 528 invånare.

## Befolkningsutveckling
Antalet invånare i kommunen Hénin-sur-Cojeul
| Referens: INSEE |